# Duellmanohyla chamulae
Duellmanohyla chamulae é uma espécie de anfíbio da família Hylidae.
É endémica do México.
Os seus habitats naturais são: florestas temperadas, regiões subtropicais ou tropicais húmidas de alta altitude e rios.
Está ameaçada por perda de habitat.